# 达喀尔大学
谢赫·安塔·迪奥普大学（法語：Université Cheikh-Anta-Diop），通称达喀尔大学（法語：Université de Dakar），是非洲国家塞内加尔的一所公立综合性大学，位于该国首都达喀尔。
达喀尔大学最早可以追溯到1918年由法国巴黎大学在法属西非成立的西非学院医学部，为西非乃至法语区非洲最早的高等院校之一，1957年与法属黑非洲高级研究院合并建立达喀尔大学，并于1987年被冠以謝赫·安塔·迪奧普之名，建制延续至今。现今，达喀尔已为塞内加尔的最高学府，也是西非地区较具影响力的研究型大学，在国际上，该校亦与各国高校联系紧密，也是国际公立大学论坛的成员大学之一。

## 校史沿革
达喀尔大学肇始于1918年由法国巴黎大学成立的西非学院医学部。1936年，人民阵线成为法国执政党后，在达喀尔建立了法属黑非洲高级研究院。1957年2月24日，两校合并建立达喀尔大学，共开设法学院、理学院、艺术学院3个学院及一所医药学校，当时的大学尚附属于巴黎大学和波尔多大学，直到1959年被移交给即将独立的塞内加尔。1987年，达喀尔大学被重新命名为謝赫·安塔·迪奧普-達喀爾大學，以纪念该国历史学家謝赫·安塔·迪奧普。2003年，学校进行大学学院制改革，以期将自身建成高水平综合性大学；2005年，该校建立研究生院博士生培养体制。2006年，塞内加尔政府出台了国家科技发展振兴计划，并制定方案，帮助大学实现科研管理体制的改革，以发挥高等院校在该国科技振兴中的主体地位，达喀尔大学也因此制定了新的中长期战略与发展规划，以提高自身教学、科研水平。

## 現狀

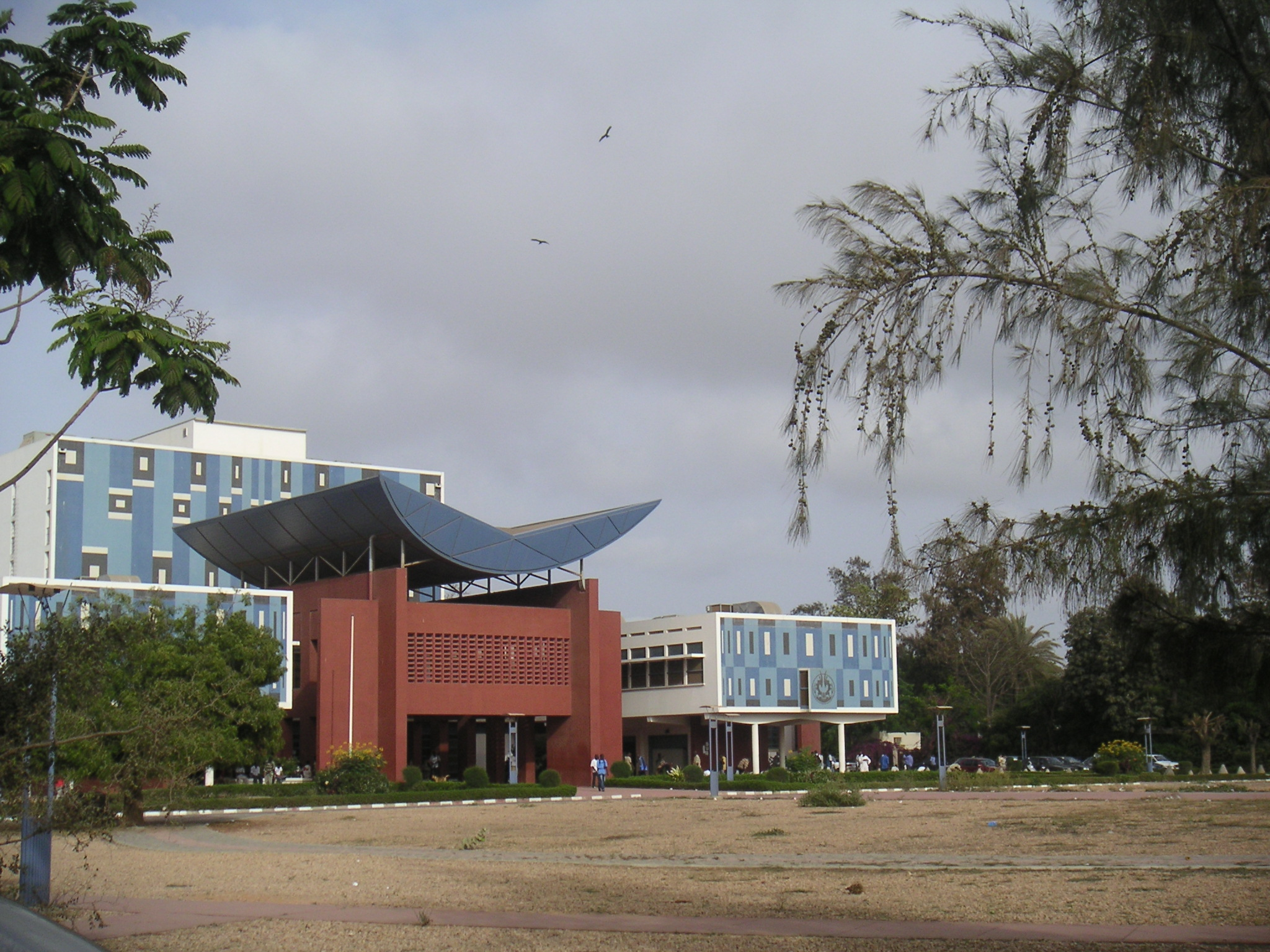
达喀尔大学图书馆

达喀尔大学是一所综合性、研究型的大学，拥有近9万名在校生；其所设学科涵盖了人文科学及自然科学领域，各专业分布在科学与技术学院、医学、药学及牙科学院、艺术及人文学院、经济与管理学院、科学教育与技术培训学院、法律、政治与行政科学学院、人类及社会科学学院等7个基础学院及13座专科学校内，除此之外，作为西非实力较为强劲的科研中心，达喀尔大学还开设了7个研究生院，其科研成果也在非洲具有一定影响力；一些黑非洲问题研究专家也时常造访该校。学校还与中华人民共和国辽宁大学共建了孔子学院等培训机构。
尽管塞内加尔在西非地区以政局稳定著称，并享有非洲国家民主化的“成功典范国家”之美称；但受到通货膨胀及大学自治等社会问题的影响，达喀尔大学经常发生罢课事件，甚至导致了不少暴力冲突；另一方面，萨赫勒地区宗教极端主义等因素也开始造成该校学生之间的对立，并对大学自身的正常教学秩序及社会稳定产生了一定的负面影响。

## 知名校友
作为西非领先的高等教育机构，自成立以来，达喀尔大学在各国广泛招收学生，并已經為塞内加尔以及其他非洲国家在各領域培養了不少人才，拥有“西非人才摇篮”的称号。塞内加尔总统阿卜杜·迪乌夫及、塞内加尔总理阿布杜·姆巴耶、尼日尔总统穆罕默德·巴祖姆、贝宁总统帕特里斯·塔隆、外交部长蒂亚米乌·阿吉巴德、:511总统易卜拉欣·布巴卡爾·凱塔、科特迪瓦外交部长西梅翁·阿克、:502联合国非洲问题特别顾问谢克·西迪·迪亚拉、联合国维和部队战士姆巴伊·迪亚涅等人皆曾在达喀尔大学就读。